# Montagne de la Fage
La montagne de la Fage est un sommet situé dans le sud du Massif central, dans le département du Gard, sur la commune de Sumène. Il culmine à 931 mètres d'altitude. Une partie du fleuve Vidourle y prend sa source.
Elle est classée en zone importante pour la conservation des oiseaux (ZICO) avec les gorges du Rieutord et Cagnasses depuis avril 2006, ainsi qu'en zone naturelle d'intérêt écologique, faunistique et floristique (ZNIEFF) avec les Cagnasses sur 4450 hectares. Ces protections visent à protéger l'Aigle de Bonelli et l’Aigle royal. La montagne de la Fage est également classée en zone de protection spéciale (ZPS) avec les gorges du Rieutord et Cagnasses,.
Enfin, le domaine forestier de la Fage est classé en forêt domaniale.